# Фер, Антон
Антон Фер (нем. Anton Fehr; 24 декабря 1881, Линденберг-им-Алльгой — 2 апреля 1954, там же) — немецкий политик.
Окончил гимназию в Кемптене, работал в Академии сельского хозяйства и пивоварения в Вайхенштефане (ныне пригород Фрайзинга), затем окончил сельскохозяйственный факультет Мюнхенского технического университета. Вернувшись в Вайхенштефан, работал в лаборатории почвоведения и на отделении молочного скотоводства. В 1909—1917 гг. занимал должность окружного инспектора по молочному скотоводству в Верхней Баварии. Затем вернулся в Академию в Вайхенштефане и в 1919—1935 гг. был её профессором.
Вступив в Баварскую крестьянскую лигу, Фер в 1920—1933 гг. был депутатом Рейхстага. С марта по ноябрь 1922 г. занимал пост рейхсминистра продовольствия и сельского хозяйства в правительстве Йозефа Вирта; нацистская газета Der Stürmer впоследствии обвиняла его в коррупции на этом посту, но Фер был оправдан в суде. В 1924—1930 гг. министр сельского хозяйства и труда Баварии. На последних демократических парламентских выборах в Германии 1933 года был единственным кандидатом в парламентском списке Аграрной лиги и был вновь избран депутатом на оставшиеся этому парламенту несколько месяцев работы.
В 1935 г. Фер был изгнан из Академии, в 1936 г. был вынужден подать в отставку с поста первого председателя Германского молочного союза. В 1944 г. он был арестован после провала заговора 20 июля вместе с Отто Гесслером и Андреасом Гермесом, содержался под арестом сперва в замке Ахберг, затем в Берлине и наконец в концлагере Равенсбрюк.
После 1945 г. вновь преподавал в Академии в Вайхенштефане. Почётный гражданин своего родного города Линденберг-им-Алльгой (1951), командор Ордена «За заслуги перед Федеративной Республикой Германия» (1952).